# Lucífugo Rofocale

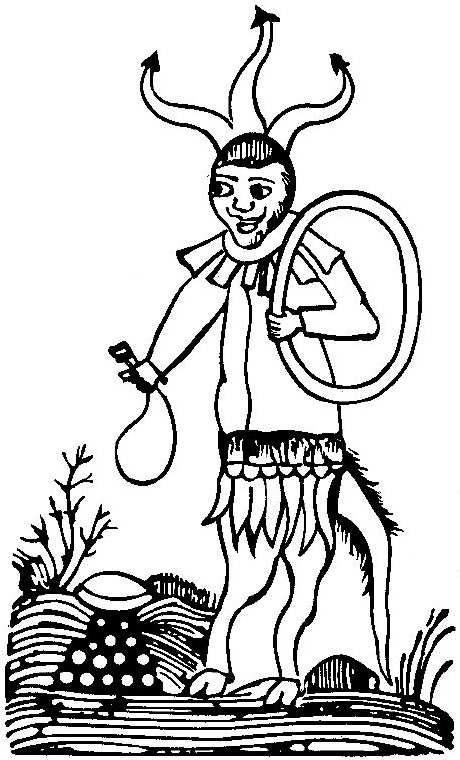
"El gran grimorio" de Lucifuge Rofocale.

Según el Gran Grimorio, un rey de los demonios denominado Lucífugo Rofacale (Lucifugus Rofocal, en el original) está encargado del gobierno del Infierno por órdenes de Lucifer.
El nombre Lucífugo viene de dos palabras latinas; lux (lucis, genitivo), y fugio (huir), que o significa " [quien] huye de la luz" o "quien adora la ausencia de luz." Rofacale, uno debe notar, debe ser pronunciado con la E como silenciosa: "Rofocal", Rofacale es posiblemente un anagrama para Focalor, el nombre de otro demonio.
Lucífugo es primer ministro del Infierno dantesco. Él sólo puede asumir un cuerpo de noche dado que odia la luz, de ahí su nombre tan oscuro y mítico. Entre sus muchos deberes eran el pena de la enfermedad y la deformidad, la creación de terremotos, y de la destrucción de deidades sagradas. Es el encargado de manejar todas las riquezas y fortunas del mundo.
En la Cábala es el regente del qlifá llamada Satariel.